# Dutch-Paris
Dutch-Paris ist der Name eines westeuropäischen Fluchtnetzwerks im Zweiten Weltkrieg, das mehr als 1.000 Verfolgte aus den vom nationalsozialistischen Deutschland besetzten Niederlanden, Belgien und Frankreich entweder in die Schweiz oder nach Spanien in Sicherheit brachte. Darunter befanden sich etwa 800 Juden, 112 Besatzungsmitglieder von abgeschossenen alliierten Flugzeugen und zahlreiche weitere Personen.

## Entstehung, Funktionsweise und Wirkung

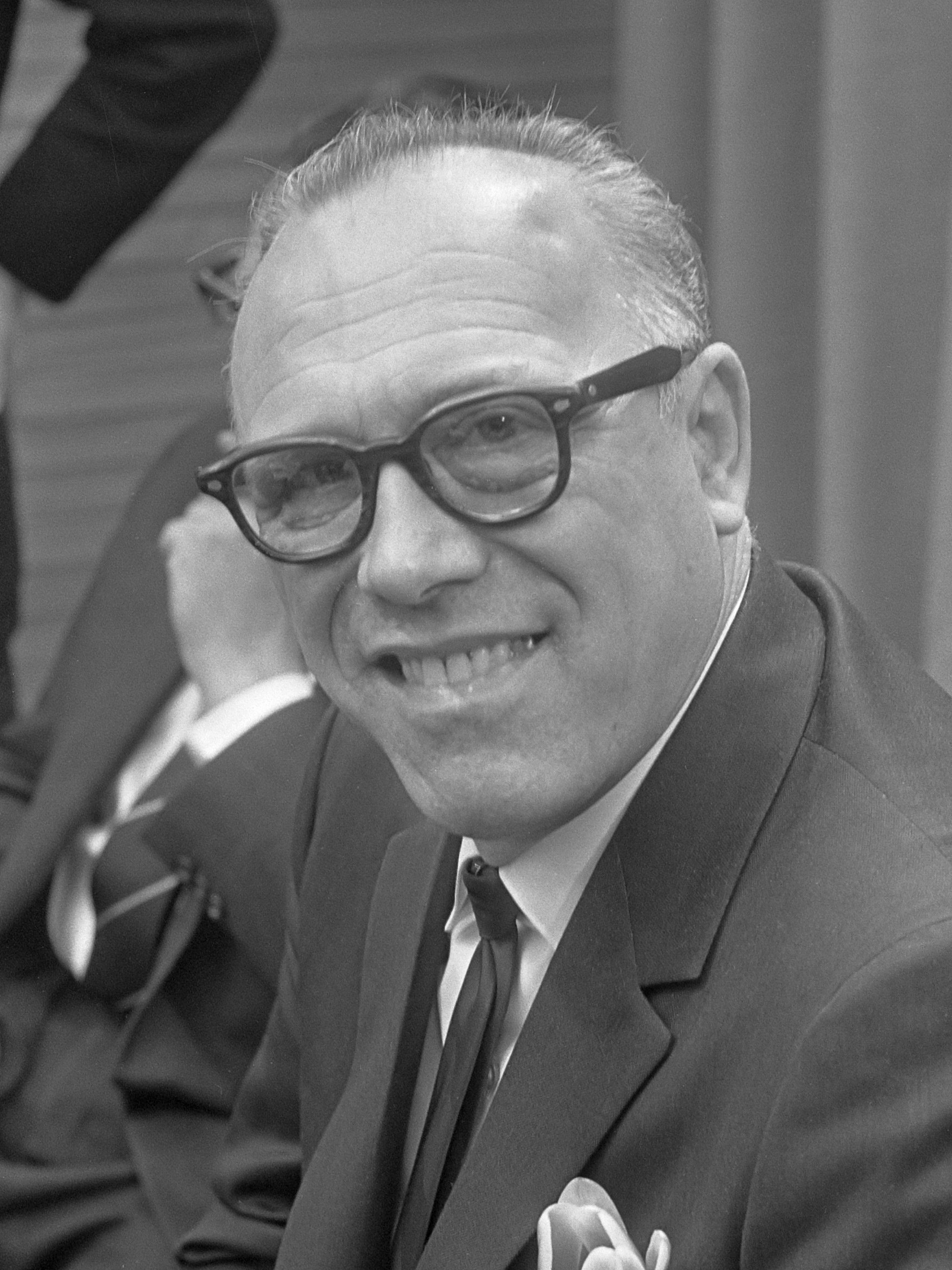
Weidner in Schiphol, 29. März 1967

Nach dem Westfeldzug, der mit der Besetzung der Beneluxländer und dem Waffenstillstand von Compiègne endete, war es Johan Hendrik Weidner, einem in Paris lebenden niederländischen Geschäftsmann, nicht mehr möglich, sich den alliierten Truppen anzuschließen, und so führte er sein Unternehmen von Lyon und Annecy aus weiter. Als gläubigem Siebenten-Tags-Adventisten war es ihm wichtig, seinen Mitmenschen durch Taten zu helfen. Deshalb baute der passionierte, an der Schweizer Grenze in Collonges sous Salève aufgewachsene Bergsteiger mit seiner Frau Elisabeth Cartier und Freunden ab 1941 das aus Geheimhaltungsgründen namenlose Fluchtnetzwerk auf, um verfolgte Menschen durch Frankreich und dann auf unwegsamen Bergpfaden entweder in die Schweiz oder von Toulouse aus über die Pyrenäen nach Spanien in Sicherheit zu bringen. Unter den Flüchtlingen waren unter anderem François de Menthon, Gerrit Jan van Heuven Goedhart und Xavier de Gaulle. Mindestens 40 von Dutch-Paris betreuten Flüchtlingen gelang die Flucht nicht; sie wurden dabei festgenommen.
Niederländer, die in Brüssel lebten, darunter vor allem Geschäftsleute und Studenten, gründeten das Comité tot Steun voor Nederlandsche Oorlogsschlachtoffers in België (Komitee zur Unterstützung niederländischer Kriegsopfer in Belgien), das Verstecke für Juden fand und sie mit Geld unterstützte, mit falschen Dokumente und mit Lebensmittelkarten. Auch „Engelandvaarder“ („Englandfahrer“, Männer und Frauen, die aus den besetzten Niederlanden nach England gelangten) und Flüchtlinge, die ins neutrale Spanien wollten, baten das Komitee um Hilfe. Einer der Leiter des Comités, Benno Nijkerk, war zugleich Schatzmeister des Comité de Défense des Juifs en Belgiquë (Komitee zur Verteidigung der Juden in Belgien).
Das Netzwerk beförderte auch geheime Informationen aus den Niederlanden in die Schweiz und umgekehrt, was als „Schweizer Weg“ („The Swiss Way“) bezeichnet wurde. Wichtige Mitarbeiter waren Jacques Rens, Edmond Chait, Suzanne Hiltermann-Souloumiac, Jef Lejeune, Paul Veerman, Benno Nijkerk, Hans Wisbrun, Aan de Stegge, Vital Dreyfus und Herman Laatsman von der früheren niederländischen Botschaft in Paris, der 1943 ein eigenes Untergrundnetzwerk mit einbrachte. Als eines Tages ein alliierter Pilot Laatsman nach dem Namen des Netzwerks fragte, antwortete dieser angeblich Dutch in Paris (Holländer in Paris), wodurch dann die Bezeichnung Dutch-Paris entstand.
Finanziert wurde es durch geheime Geldtransfers der niederländischen Exilregierung und alliierter Geheimdienste über die niederländische Botschaft in der Schweiz und durch Willem Adolf Visser ’t Hooft vom Ökumenischen Rat der Kirchen in Genf. 

## Verhaftungen
Die Hilfe für abgeschossene alliierte Flieger erhöhte die Gefahr für alle Beteiligten von Dutch-Paris, weil es die Aufmerksamkeit der deutschen Polizei und der Abwehr (deutscher Militärgeheimdienst) auf sich zog. Deutsche und französische Polizisten verhörten Weidner und einige seiner Helfer 1943 zur Flucht von Juden, zunächst ohne ernsthafte Folgen. Im Februar 1944 jedoch verhaftete die französische Polizei eine junge Niederländerin, die für Dutch-Paris arbeitete, und übergab sie den Deutschen. Die Deutschen folterten sie und bedrohten ihre Eltern. Sie brach unter dem physischen und psychischen Druck zusammen und begann auszusagen. Zwei Wochen später führten deutsche Polizeieinheiten in Paris eine koordinierte Razzia durch, zwei Tage später verhafteten sie Mitglieder von Dutch-Paris in Lyon, Annecy und Brüssel, einzelne weitere Verhaftungen folgten bis in den Juni 1944. Insgesamt wurden 65 von den über 320 Mitgliedern von Dutch-Paris verhaftet und die meisten von ihnen gefoltert. Einige entkamen oder wurden freigelassen. 38 wurden in Konzentrationslager deportiert. 14 Männer und Frauen aus Dutch-Paris starben in deutscher Haft.
Infolge der Festnahmen schafften es ab Februar 1944 weit weniger Flüchtlinge ins rettende Spanien. Es gelang den Deutschen jedoch keineswegs, allen auf die Spur zu kommen, die daran beteiligt waren, Juden zu helfen. Dutch-Paris konnte nach den Razzien seine Netzwerke teilweise wieder aufbauen und weiterhin Untergetauchte unterstützen. Aufgrund einer Verwechselung verhaftete die Milice française Weidner, Rens und einen Kurier namens Paul Veerman im Mai 1944 in Toulouse. Allen dreien gelang die Flucht. Veerman wurde jedoch im Juni 1944 auf den Straßen von Brüssel zur Zwangsarbeit aufgegriffen und bis Kriegsende in Deutschland festgehalten. Ein weiterer niederländischer Widerstandskämpfer in Brüssel, Hans Wisbrun, wurde ebenfalls von der Straße weg als Zwangsarbeiter deportiert.